# European Region of the International Lesbian and Gay Association
Pour un article plus général, voir International Lesbian and Gay Association.
L'European Region of the International Lesbian and Gay Association (ILGA-Europe), que l'on peut traduire par branche européenne de l'association internationale lesbienne et gay, créée en 1996, est la section européenne de l'Association internationale des personnes lesbiennes, gays, bisexuelles, trans et intersexuées (ou ILGA pour International Lesbian and Gay Association).
L'ILGA-Europe se donne comme objectif de promouvoir les droits de l'homme et les libertés fondamentales, notamment en travaillant pour l'égalité des personnes  lesbiennes, gays, bisexuelles, trans et intersexes,. Étant la section européenne de l'association internationale, cherche sur le continent européen (au sens large) à améliorer la situation des personnes LGBTQI sur le continent européen.
Cette association, basée à Bruxelles, mène un travail de sensibilisation auprès des institutions européennes telles que l'Union européenne, l'OSCE et le Conseil de l'Europe.

## Histoire
A sa création, l'ILGA est compossée principalement par des membres européens. C'est donc tout naturellement que sa première branche régionale fut l'européenne en 1996.
En 1998, l'association obtient un statut participatif auprès du conseil de l'Europe.
En 2000, ILGA-Europe est devenue partenaire officielle de la Commission européenne pour son travail sur les discriminations sur base de l'orientation sexuelle . Elle est donc depuis 2001 financée par la Commission européenne. Ce financement a permis la professionnalisation de l'association.
Pour la première fois en octobre 2000, lors de la conférence de Bucarest, l'organisation régionale évoque le droit des personnes trans dans ses objectifs.
Depuis 2003, l'association a aussi développé son terrain d'activité dans les pays qui ne sont pas membres de l'Union européenne.
En 2005, la conférence annuelle de l'ILGA a eu lieu à Paris et aussi coopère avec le Transgender Europe et l'Inter-LGBT.

## Activité
L'ILGA-Europe a été fondée au tournant dans les modes d'action de son organisation parente. Originellement, l'ILGA monde cherchait uniquement à jouer le rôle d'organisation faîtière, facilitant le travail entre ses organisations-membres, facilitant la communication d'informations, etc. Mais au cours de la deuxième partie des années 90, à la même période que le choix de régionalisation, elle fait le choix d'agir directement. Et ce tournant reste une constance jusqu'à nos jours.
L'ILGA-Europe propose chaque année un rapport sur annuel sur la situation des personnes LGBT en Europe. Ce rapport comprend depuis 2009 une carte, appelée Rainbow Map, classant 49 pays européens (au sens large) selon leur politique publique mise en place en matière de droit LGBT.